# アルメニア人

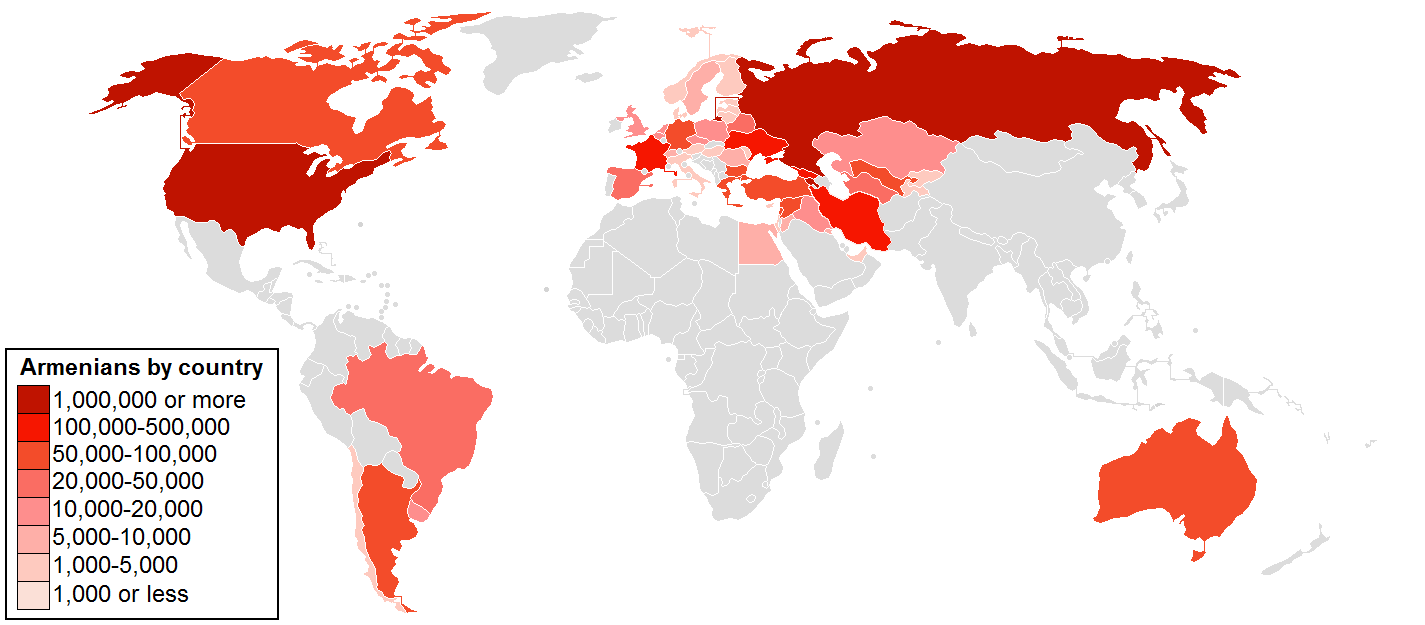
アルメニア人の分布　色が濃い国ほどアルメニア人居住者が多い

アルメニア人（アルメニアじん、アルメニア語: Հայե ր）は、アルメニアの主要民族。インドヨーロッパ語族に属するアルメニア語を使用している。アルメニア人の6割はアルメニア共和国・アルツァフ共和国の外に暮らすディアスポラである。

コーカサスにおけるアゼルバイジャン人（水色）とアルメニア人(黄緑色)などの分布。

自称は「ハイ」（アルメニア語: Հայ）。シンボルは「֎」または「֍」（「アルメニアの永遠のシンボル」という）。

## 歴史
古代から国家を建設し、世界で初めてキリスト教を国家宗教とした。なお、アルメニア人は非カルケドン派であるアルメニア使徒教会の信者がほとんどである。
12世紀に東ローマ帝国によってアルメニア王国が滅ぼされると、世界中に拡散し、商工業の担い手として各地にネットワークを広げて活躍した。この点はよくユダヤ人と比較されることも多い。移住先に於いても独自のネットワークを築き、宗教をアイデンティティとすることなど、両者には共通している側面もある。オスマン帝国、サファヴィー朝、ムガル帝国の領内で独自のコミュニティを形成し、これらを結ぶ形でアルメニア商人の商業網が構築された。例えば、イランの絹を17世紀にはアレッポ、18世紀にはイズミル経由でヨーロッパ市場に供給した。
日本ではアルメニア人は商才がある民族として有名であるが、それは藤田田の著書の影響でもある。
また古代から兵士としての能力があり、プルタークや東ローマ帝国皇帝ニケフォロス2世はアルメニア兵の能力を自らの著書で賞賛している。また、トゥールーン朝、ファーティマ朝といったエジプトの王朝には亡命アルメニア人によって編成された部隊が存在していた。
東北大学大学院教授の北川誠一によれば、古代のアルメニア人の最初の職業は軍人であり、それがキャラバンと結びついた。古代のキャラバンでは商人と武力に密接な関係があると指摘し、それがアルメニア人が兵士として名をはせた要因になったという説を提唱している。アルメニア人が多いフランスではアルメニア人といえば商人よりも兵士、傭兵の民というイメージが強い。そういった気質を反映してか、ビック・ダルチニアンやジョルジオ・ペトロシアンなど格闘技の世界で活躍するアルメニア人も多い。
現在、シリアやイスラエル及びイランには、比較的大規模なアルメニア人社会が存在する。ヨーロッパではロシアの他に、フランスに40万から50万人といわれるアルメニア人が住み、政界・銀行・芸能など多方面に進出して、フランス社会に大きな影響力を持っている。アメリカにも80万人近いアルメニア系の住民がいる。

## アルメニア人の姓
アルメニア人の姓には、ペトロシャン（Պետրոսյան）、ハチャトゥリアン（Խաչատրյան）やスペンディアリャン（Սպենդիարյան）、サローヤン（Սարոյան）、ミコヤン（Միկոյան）など、「-ian」や「-yan」（-յան）がつくものがみられるが、これは父称に由来する。

### 多く見られる姓
- サルキシャン（Սարգսյան）
- ハルチュニャン（Հարությունյան）
- グリゴリャン（Գրիգորյան）
- ホヴハンニシャン（Հովհաննիսյան）
- ハコビャン（Հակոբյան）
- ハチャトリャン（Խաչատրյան）
- ヴァルタニャン（Վարդանյան）
- ペトロシャン（Պետրոսյան）
- カラペチャン（Կարապետյան）
- ゲヴォルキャン（Գևորգյան）
- ムクルチャン（Մկրտչյան）
- アヴァギャン（Ավագյան）
- アヴェティシャン（Ավետիսյան）
- ハイラペチャン（Հայրապետյան）
- マルガリャン（Մարգարյան）
- ステパニャン（Ստեփանյան）
- ザカリャン（Զաքարյան）
- ミナシャン（Մինասյան）
- ガスパリャン（Գասպարյան）
- ネルシシャン（Ներսիսյան）
- ポゴシャン（Պողոսյան）[33][34]

## 文化
伝統的にチェスが盛んでソ連時代にはチグラン・ペトロシアンなど世界王者も輩出している。

### 美術
アルメニア絨毯は古くから品質の高さで知られており、中世のアラブやヨーロッパに広く輸出されていた。著名な製造地はカリス（エルズルム）とヴァンであった。